# Estadio Ticha
El estadio Ticha (en búlgaro: Стадион „Тича“) es un estadio multiusos de Varna (Bulgaria). Principalmente se utiliza para partidos de fútbol y es el estadio del Cherno More Varna. El estadio se encuentra al noreste de la ciudad y tiene capacidad para 12 500 espectadores. El nombre del estadio procede del antiguo nombre del club y del río Kamchia.
El estadio fue construido e inaugurado en 1935 con la ayuda de aficionados y el entonces presidente Vladimir Chakarov. Posteriormente fue renovado en 2008, cuando se instalaron asientos de plástico en la tribuna norte.
Hasta la fecha, el estadio no cumple con la normativa de la UEFA para albergar partidos como local en las competiciones europeas, lo que significa que el equipo está obligado a jugar en otro estadio con los requisitos aprobados por la UEFA en Bulgaria. Debido a eso, el club se trasladará a un nuevo estadio.

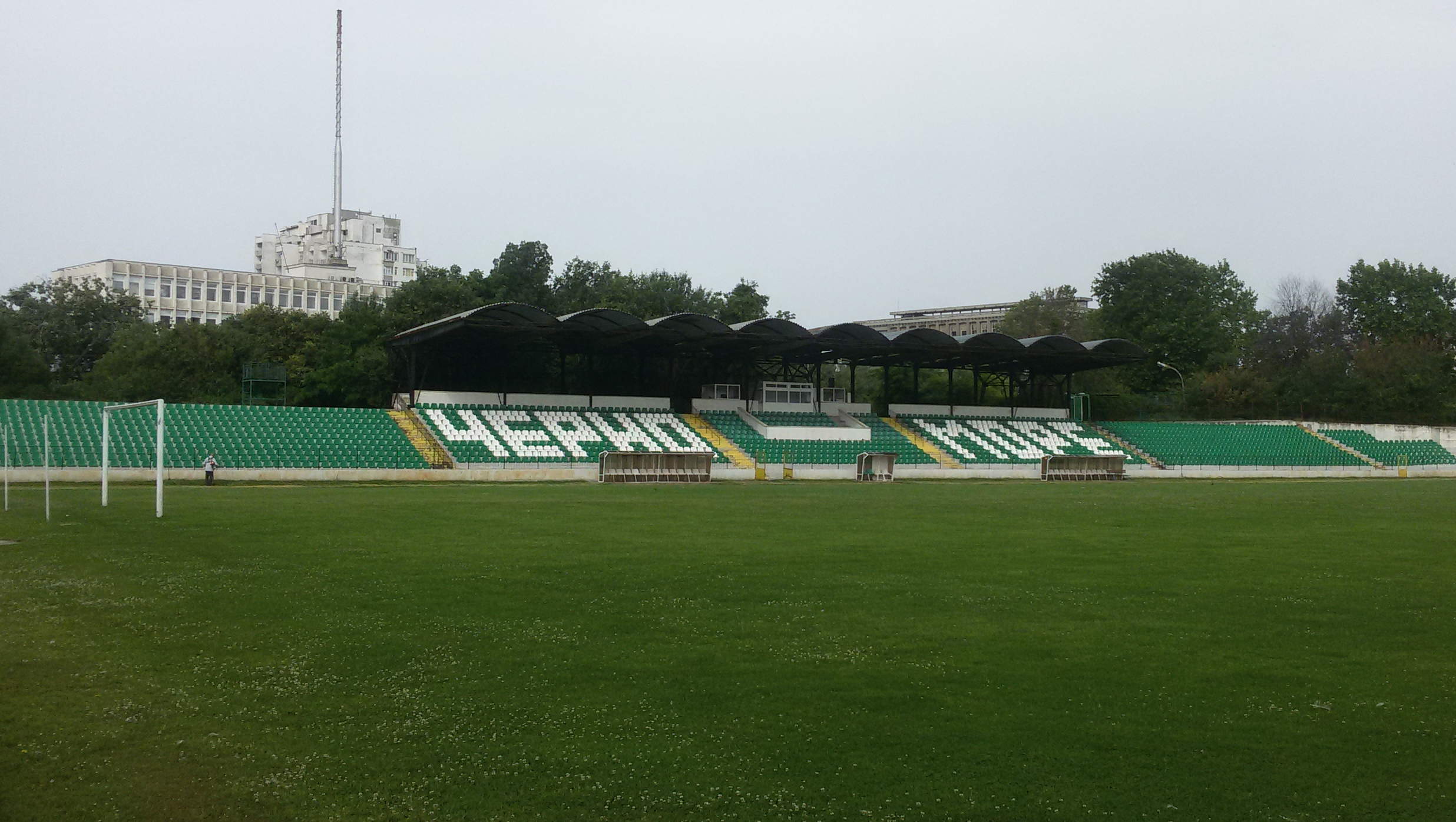
estadio.